# Конвой SC 7
Конвой SC 7 (англ. Convoy SC 7) — конвой транспортних і допоміжних суден у кількості 35 одиниць, у супроводженні шести кораблів ескорту, який прямував від канадського Сіднея до Ліверпуля та інших морських портів Британії. Конвой був сьомим у системі великих транспортних конвоїв під кодом SC (повільний конвой — англ. Slow Convoy) і вийшов від берегів Канади 5 жовтня 1940 року. На переході Атлантичним океаном конвой був перехоплений однією з перших «вовчих зграй» німецьких U-Boot. У битві, що відбулася, конвой був практично знищений, з 35 суден загинуло 20, ще два дістали пошкоджень; загинула 141 людина. Катастрофічні для британців наслідки атаки німецьких субмарин довели ефективність та результативність дії нацистського підводного флоту «вовчими зграями» та неадекватність системи протичовнової оборони Королівського флоту на той час.

## Кораблі та судна конвою SC 7

### Транспортні судна
Позначення
| Ім'я              | Прапор          | Вантаж                           | Доля                                            | Дата атаки          | Вцілілі | Загинули | Прим.                                                 |
| ----------------- | --------------- | -------------------------------- | ----------------------------------------------- | ------------------- | ------- | -------- | ----------------------------------------------------- |
| Aenos             | Греція          | пшениця                          | Затоплено ПЧ U-38                               | 17 жовтня           | 25      | 4        | Відстало від конвою                                   |
| Assyrian          | Велика Британія | зерно                            | Затоплено ПЧ U-101                              | 19 жовтня           | 34      | 17       | Судно командира конвою                                |
| Beatus            | Велика Британія | сталь, ліс та літак              | Затоплено U-46                                  | 18 жовтня           | 37      | 0        |                                                       |
| Blairspey         | Велика Британія | ліс                              | Пошкоджено U-101 пошкоджено U-100               | 18 жовтня 19 жовтня | 34      | 0        | дісталося порту, відремонтоване, повернулося до строю |
| Boekelo           | Нідерланди      | ліс                              | Пошкоджено U-100 затоплено U-123                | 18 жовтня 19 жовтня | 25      | 0        | відстало від конвою                                   |
| Botusk            | Велика Британія | ліс                              | безперешкодно дісталося порту                   |                     | 42      | 0        |                                                       |
| Carsbreck         | Велика Британія | ліс                              | Пошкоджено U-38                                 | 18 жовтня           | 55      | 0        | притягнуто на буксирі до місця                        |
| Clintonia         | Велика Британія | балансова деревина               | Пошкоджено U-99 затоплено U-123                 | 19 жовтня           | 35      | 1        |                                                       |
| Convallaria       | Швеція          | балансова деревина               | Затоплено U-46                                  | 18 жовтня           | 22      | 0        |                                                       |
| Corinthic         | Велика Британія | сталь та брухт                   | безперешкодно дісталося порту                   |                     | 21      | 0        |                                                       |
| Creekirk          | Велика Британія | залізна руда                     | Затоплено U-101                                 | 18 жовтня           | 0       | 36       |                                                       |
| Dioni             | Греція          | зерно                            | безперешкодно дісталося порту                   |                     | 82      | 0        |                                                       |
| Eaglescliffe Hall | Велика Британія | ліс                              | безперешкодно дісталося порту                   |                     | 64      | 0        |                                                       |
| Empire Brigade    | Велика Британія | Різнорідні метали та руди        | Затоплено U-99                                  | 19 жовтня           | 35      | 6        |                                                       |
| Empire Miniver    | Велика Британія | чавун та сталь                   | Затоплено U-99                                  | 19 жовтня           | 35      | 3        |                                                       |
| Fiscus            | Велика Британія | сталь, ліс та літак              | Затоплено U-99                                  | 18 жовтня           | 1       | 38       | відстало від конвою                                   |
| Flynderborg       | Велика Британія | балансова деревина               | безперешкодно дісталося порту                   |                     | 12      | 0        |                                                       |
| Gunborg           | Швеція          | балансова деревина               | Затоплено U-46                                  | 18 жовтня           | 23      | 0        |                                                       |
| Havørn            | Норвегія        | кріпильний лісоматеріал          | безперешкодно дісталося порту                   |                     | 53      | 0        |                                                       |
| Inger Elisabeth   | Норвегія        | кріпильний лісоматеріал          | безперешкодно дісталося порту                   |                     | 44      | 0        |                                                       |
| Karlander         | Норвегія        | ліс                              | безперешкодно дісталося порту                   |                     | 92      | 0        |                                                       |
| Languedoc         | Велика Британія | флотський мазут                  | Затоплено U-48                                  | 17 жовтня           | 39      | 0        |                                                       |
| Niritos           | Греція          | сірка                            | Затоплено U-99                                  | 18 жовтня           | 27      | 1        |                                                       |
| Scoresby          | Велика Британія | кріпильний лісоматеріал          | Затоплено U-48                                  | 17 жовтня           | 39      | 0        |                                                       |
| Sedgepool         | Велика Британія | пшениця                          | Затоплено U-123                                 | 19 жовтня           | 36      | 3        |                                                       |
| Shekatika         | Велика Британія | кріпильний лісоматеріал та сталь | Пошкоджено U-123, U-99 та U-100 Затоплено U-123 | 19 жовтня           | 36      | 0        | приєднався від конвою SHX 76                          |
| Snefjeld          | Норвегія        | ліс                              | Затоплено U-99                                  | 19 жовтня           | 21      | 0        |                                                       |
| Sneland I         | Норвегія        | сірка                            | безперешкодно дісталося порту                   |                     | 94      | 0        |                                                       |
| Soesterberg       | Нідерланди      | кріпильний лісоматеріал          | Затоплено U-101                                 | 19 жовтня           | 19      | 6        |                                                       |
| Somersby          | Велика Британія | борошно                          | безперешкодно дісталося порту                   |                     | 83      | 0        |                                                       |
| Thalia            | Греція          | сталь, свинець та цинк           | Затоплено U-99                                  | 19 жовтня           | 4       | 22       |                                                       |
| Thorøy            | Норвегія        | флотський мазут                  | безперешкодно дісталося порту                   |                     | 63      | 0        |                                                       |
| Trevisa           | Канада          | ліс                              | Затоплено U-124                                 | 16 жовтня           | 14      | 7        | відстав від конвою; перше затоплене судно             |
| Trident           | Велика Британія | сталь та лісоматеріал            | безперешкодно дісталося порту                   |                     | 43      | 0        |                                                       |
| Valparaiso        | Швеція          | генеральні вантажі               | безперешкодно дісталося порту                   |                     | 14      | 0        |                                                       |
| Winona            | США             | ліс                              | безперешкодно дісталося порту                   |                     | 34      | 0        |                                                       |

### Кораблі ескорту
| Назва      | Прапор                        | Тип корабля          | Прим.                                                                           |
| ---------- | ----------------------------- | -------------------- | ------------------------------------------------------------------------------- |
| «Блюбелл»  | Велика Британія               | корвет типу «Флавер» | Ескорт у Західних підходах: 18-21 жовтня                                        |
| «Хартсиз»  | Велика Британія               | корвет типу «Флавер» | 18-21 жовтня                                                                    |
| «Фовей»    | Велика Британія               | шлюп типу «Шоргам»   | Ескорт у Західних підходах: 18-21 жовтня                                        |
| «Літ»      | Велика Британія               | шлюп типу «Грімсбі»  | 18-21 жовтня                                                                    |
| «Скарборо» | Велика Британія               | шлюп типу «Гастінгс» | 5-17 жовтня (17 жовтня втратив контакт з конвоєм та не зміг відновити супровід) |
| «Елк»      | Військово-морські сили Канади | озброєна яхта        | 5-7 жовтня                                                                      |

## Підводні човни, що брали участь в атаці на конвой
| Назва | Тип   | Командир    | ВМС                                     | Дата атаки на конвой | Прим. |
| ----- | ----- | ----------- | --------------------------------------- | -------------------- | --- |
| U-38  | IX A  | Крігсмаріне | капітан-лейтенант Генріх Лібе           | 17.10 18.10          | 17.10 — потопив Aenos 18.10 — пошкодив Carsbreck                                                                       |
| U-46  | VII B | Крігсмаріне | капітан-лейтенант Енгельберт Ендрасс    | 18.10                | 17.10 — потопив Languedoc та Gunborg                                                                                   |
| U-48  | VII B | Крігсмаріне | капітан-лейтенант Генріх Блайхрод       | 17.10                | 17.10 — потопив Beatus, Convallaria та Scoresby                                                                        |
| U-99  | VII B | Крігсмаріне | капітан-лейтенант Отто Кречмер          | 18.10 19.10          | 18.10 — потопив Empire Miniver, Niritos, Fiscus 19.10 — потопив Empire Brigade, Thalia, Snefjeld та пошкодив Clintonia |
| U-100 | VII B | Крігсмаріне | капітан-лейтенант Йоахім Шепке          | 18.10 19.10          | 18.10 — пошкодив Shekatika, Boekelo 19.10 — пошкодив Blairspey                                                         |
| U-101 | VII B | Крігсмаріне | капітан-лейтенант Фріц Фрауенгайм       | 18.10 19.10          | 18.10 — потопив Creekirk та пошкодив Blairspey 19.10 — потопив Assyrian, Soesterberg                                   |
| U-123 | IX B  | Крігсмаріне | капітан-лейтенант Карл-Гайнц Меле       | 19.10                | 19.10 — потопив Boekelo, Sedgepool, Shekatika, Clintonia                                                               |
| U-124 | IX B  | Крігсмаріне | капітан-лейтенант Георг-Вільгельм Шульц | 16.10                | 16.10 — потопив Trevisa                                                                                                |